# خوتیلسکو
خوتیلسکو (به چکی: Chotilsko) یک منطقهٔ مسکونی در جمهوری چک است که در ناحیه پریبرام واقع شده‌است.